# Planští ze Žeberka
Páni ze Žeberka byli příslušníci starého českého šlechtického rodu původem ze západních Čech. Po získání Plané používali jméno Planští ze Žeberka.

## Historie
Jako nejstarší předek rodu se uvádí jistý Nevlasa již v 1. polovině 12. století. Jeho potomci se podle sídel jednotlivých větví psali ze Rvenic (podle vesnice Ervěnice), z Kryr a ze Mšeného. Přídomek ze Žeberka se objevuje počátkem 15. století u Jana ze rvenické větve. Zda páni ze Rvenic založili Žeberk, později zvaný Starý Žeberk, není jisté (za jeho zakladatele bývá považován Albrecht ze Žeberka z rodu saských Leisnigů, ale podle archeologických výzkumů byl hrad možná založen již v 1. polovině 13. století). Jméno rodu je odvozeno od německého See (=jezero), podle nedalekého Komořanského jezera, které bylo později vysušeno (Seeberg = Jezerní hora).
Z období husitských válek je znám Aleš ze Žeberka. Při jednáních táborského a sirotčího svazu s pražany na podzim roku 1425 patřil mezi čtyři zástupce spojenců (spolu s Janem Roháčem z Dubé, Janem Hvězdou z Vícemilic a Kunešem z Bělovic). Jako "správce obcí táborských a orebských" zde zřejmě zastupoval táborskou stranu. Působil nejspíš jako hejtman v Sušici v době, kdy se toto město spolu s Klatovy přidalo k husitům. Účastnil se také dobývání Švihova. V bitvě u Lipan v roce 1434 již bojoval na straně kališnicko-katolické koalice. Neznámým způsobem získal hrad Planou, podle níž se jeho potomci psali jako Planští ze Žeberka.
Alšův syn Bohuslav, zvaný též Bušek († 1466) se oženil se sestrou Jiříka z Poděbrad Markétou z Kunštátu (její náhrobek, spolu s náhrobky dalších příslušníků rodu, se nachází ve věži farního kostela v Plané). Jejich čtyři synové (Bušek, Hynek, Viktorín a Jan) Planou drželi společně; nejvýznamnější byl Bušek († 1499), který byl radou komorního soudu. V roce 1526 Žeberkové Planou  prodali, ale později získal Jindřich Planský († 1561) Velhartice. Jindřich  byl královským radou a hejtmanem Menšího Města pražského.
Jindřichův syn Šebestián Jáchym se zúčastnil v roce 1566 výpravy proti Turkům, z níž se již nevrátil. Jeho synové Jan Jindřich a Jan Viktorín, kteří hospodařili na Velharticích, se postupně zadlužili a museli panství prodat. Předtím si údajně přivlastnili stříbrnou monstranci z velhartického kostela, což vzbudilo pohoršení u jejich poddaných.
V době stavovského povstání, do něhož se někteří příslušníci rodu zapojili, byli již Žeberkové téměř bez majetku. Následné konfiskace a tresty je prakticky nepostihly, pouze se museli vzdát města Sušice a byli omilostněni. Postupně zcela zchudli, poslední člen rodu Jan Václav zemřel v roce 1741.

## Erb
Páni ze Žeberka používali červený štít s šikmým stříbrným pruhem, na němž byly tři zelené leknínové listy (vyskytují se se špičkami obrácenými někdy nahoru, jindy dolů). Helmu s korunou doplňovalo křídlo se stejným pruhem s listy a červená a stříbrná krydla.